# پیسکو (کوه)
پیسکو (به اسپانیایی: Nevado Pisco) یک کوه در پرو است که در منطقه انکاش واقع شده‌است. پیسکو ۵٬۷۵۲ متر بالاتر از سطح دریا واقع شده‌است.